# Acraea diogenes
Acraea diogenes är en fjärilsart som beskrevs av Suffert 1904. Acraea diogenes ingår i släktet Acraea och familjen praktfjärilar. Inga underarter finns listade i Catalogue of Life.